# Фенілпропаноїди
Фені́лпропано́їди — клас рослинних органічних сполук, що синтезуються з амінокислоти фенілаланіну. Мають широкий спектр функцій: захист від травоїдних тварин та мікробних захворювань, структурні компоненти клітинних стінок, захист від ультрафіолетового світла, пігменти та сигнальні молекули.

## Корична кислота

Корична кислота

Спочатку під дією ферменту Phenylalanine ammonia-lyase фенілаланін перетвориться в коричну кислоту. Ряд ферментативних гідроксилювань та метилювань призводить до кумаринової кислоти, кавової кислоти, феррулової кислоти, 5-гідроксіферулової кислоти та синапінової кислоти. Перетворення цих кислот у відповідні естери призводить до деяких летючих компонентів трав та квітів, які служать ряду функцій, включаючи залучення комах. Наприклад, естер коричної кислоти.

## Коричний альдегід та монолігноли

Коніферіловий спирт

Скорочення карбоксильних функціональних груп в коричних кислотах приводить до відповідних альдегідів, наприклад коричний альдегід. Подальше скорочення карбоксильних груп приводить до монолігнолів включаючи кумариновий спирт, коніфериловий спирт та синапіловий спирт. Монолігноли — мономери, що, полімеризуючись, утворюють різні форми лігніну та суберіну, які є структурними компонентами стінок рослинних клітин.

Сафрол

Фенілпропаноіди, включаючи евгенол, хавікол, сафрол та естрагол, також отримані з монолігнолів. Є основними компонентами різних ефірних олій.

## Кумарини та флавоноїди

Умбелліферон

Гідроксилювання коричної кислоти призводить до кумаринової кислоти, що під час подальшого гідроксилювання перетворюється в умбелліферон.

## Стильбеноїи

Транс-резвератрол

Стильбеноїди, такі як резвератрол, є гідроксильованими похідними стильбену. Вони сформовані через альтернативну ароматизацію з коферментом А.